# 大相撲令和6年9月場所
大相撲令和6年9月場所（おおずもうれいわ6ねん9がつばしょ）は、2024年（令和6年）9月8日から9月22日までの15日間、東京都墨田区の国技館（両国国技館）で開催された大相撲本場所である。

## 番付・星取表
※赤文字は優勝力士の成績。

### 幕内
| 東方   | 東方      | 東方     | 番付   | 西方     | 西方       | 西方                  |
| 備考   | 成績      | 力士名   | 番付   | 力士名   | 成績       | 備考                  |
| ------ | --------- | -------- | ------ | -------- | ---------- | --------------------- |
|        | 全休      | 照ノ富士 | 横綱   |          |            |                       |
|        | 8勝7敗    | 琴櫻     | 大関   | 豊昇龍   | 8勝7敗     |                       |
|        | 5勝10敗   | 阿炎     | 関脇   | 大の里   | 13勝2敗    | 優勝 敢闘賞・技能賞   |
|        | 12勝3敗   | 霧島     | 関脇   | 貴景勝   | 0勝3敗10休 | 関脇陥落 13日目に引退 |
|        | 8勝7敗    | 大栄翔   | 小結   | 平戸海   | 7勝8敗     |                       |
|        | 4勝11敗   | 隆の勝   | 前頭1  | 翔猿     | 5勝10敗    |                       |
|        | 7勝8敗    | 熱海富士 | 前頭2  | 王鵬     | 9勝6敗     |                       |
|        | 4勝11敗   | 御嶽海   | 前頭3  | 若元春   | 11勝4敗    |                       |
|        | 10勝5敗   | 正代     | 前頭4  | 琴勝峰   | 7勝8敗     |                       |
|        | 9勝6敗    | 宇良     | 前頭5  | 湘南乃海 | 3勝12敗    |                       |
|        | 5勝10敗   | 明生     | 前頭6  | 豪ノ山   | 6勝9敗     |                       |
| 殊勲賞 | 12勝3敗   | 若隆景   | 前頭7  | 美ノ海   | 10勝5敗    |                       |
|        | 8勝7敗    | 遠藤     | 前頭8  | 翠富士   | 7勝8敗     |                       |
|        | 7勝8敗    | 一山本   | 前頭9  | 欧勝馬   | 10勝5敗    |                       |
|        | 7勝8敗    | 玉鷲     | 前頭10 | 狼雅     | 8勝7敗     |                       |
|        | 7勝8敗    | 佐田の海 | 前頭11 | 輝       | 3勝12敗    |                       |
|        | 4勝11敗   | 武将山   | 前頭12 | 金峰山   | 4勝11敗    |                       |
|        | 8勝5敗2休 | 北勝富士 | 前頭13 | 錦木     | 11勝4敗    | 敢闘賞                |
|        | 8勝7敗    | 竜電     | 前頭14 | 阿武剋   | 7勝8敗     | 新入幕                |
|        | 10勝5敗   | 髙安     | 前頭15 | 宝富士   | 10勝5敗    |                       |
| 新入幕 | 4勝9敗2休 | 白熊     | 前頭16 | 北の若   | 6勝9敗     | 再入幕                |
|        | 8勝7敗    | 錦富士   | 前頭17 |          |            |                       |

### 十両
| 東方       | 東方      | 東方     | 番付   | 西方   | 西方       | 西方       |
| 備考       | 成績      | 力士名   | 番付   | 力士名 | 成績       | 備考       |
| ---------- | --------- | -------- | ------ | ------ | ---------- | ---------- |
|            | 10勝5敗   | 千代翔馬 | 十両1  | 阿武咲 | 1勝4敗10休 |            |
|            | 9勝6敗    | 時疾風   | 十両2  | 獅司   | 9勝6敗     |            |
|            | 6勝9敗    | 玉正鳳   | 十両3  | 朝乃山 | 全休       |            |
|            | 6勝9敗    | 志摩ノ海 | 十両4  | 島津海 | 6勝5敗4休  |            |
|            | 4勝11敗   | 大奄美   | 十両5  | 伯桜鵬 | 8勝7敗     |            |
|            | 6勝9敗    | 英乃海   | 十両6  | 紫雷   | 7勝8敗     |            |
|            | 6勝8敗1休 | 剣翔     | 十両7  | 水戸龍 | 6勝7敗2休  |            |
|            | 11勝4敗   | 朝紅龍   | 十両8  | 白鷹山 | 7勝8敗     |            |
|            | 6勝9敗    | 大翔鵬   | 十両9  | 妙義龍 | 全休       | 場所後引退 |
|            | 8勝7敗    | 東白龍   | 十両10 | 藤青雲 | 7勝8敗     |            |
|            | 9勝6敗    | 友風     | 十両11 | 尊富士 | 13勝2敗    |            |
| 新十両     | 7勝8敗    | 大青山   | 十両12 | 木竜皇 | 4勝11敗    | 新十両     |
| 場所後引退 | 5勝10敗   | 碧山     | 十両13 | 千代栄 | 0勝4敗11休 |            |
|            | 11勝4敗   | 嘉陽     | 十両14 | 欧勝海 | 6勝9敗     | 再十両     |

## 優勝争い
9日目を終了した時点で、9戦全勝の関脇・大の里を1敗で関脇・霧島、2敗で平幕の若隆景、遠藤、錦木、高安が追う展開となった。
10日目には、大の里と霧島の直接対決が組まれた。霧島は注文相撲を仕掛けるも、それに対応した大の里が勝利した。平幕の2敗勢は錦木、高安が勝利。直接対決となった若隆景・遠藤の取組は、若隆景が横に動いての突き落としで勝利した。これにより全勝・大の里を2敗で霧島、若隆景、錦木、高安が追いかける展開と変わった。
11日目には、大の里は、琴勝峰と対戦。土俵際もつれ物言いがつく相撲となったものの、軍配通り、大の里の勝利。関脇・霧島は阿炎を叩き込みで破り、2敗をキープ。平幕勢は、高安は遠藤を突き押しで圧倒し、勝利。若隆景・錦木の2敗同士の対戦は、長い相撲となるも錦木が小手投げで逆転勝利を決めた。
12日目、追う平幕勢は役力士との取組が組まれた。錦木は小結・大栄翔に敗れ、3敗に後退。
高安は小結・平戸海を破り、2敗をキープした。大の里は、若隆景との対戦が組まれた、大の里が立ち合いから土俵際まで押し込むも、もろ差しを作った若隆景が逆襲。大の里は叩きを見せるも、若隆景がそれでも落ちなかった、大の里は最後土俵際まで若隆景を攻めるも、若隆景が体を入れ替え、寄り切りで大の里を撃破。これにより全勝力士が不在となった。
一方、大関・琴櫻との対戦が組まれた霧島は、上手投げで琴櫻を破り、2敗を守った。
これにより、1敗・大の里を、2敗で霧島、高安の2人が追いかけることとなった。
13日目、大の里は大関・琴櫻との一番が組まれた。最初の一番は土俵際もつれた末、琴櫻に軍配が上がるも、物言いがつき、取り直しに。取り直しの相撲は、大の里が右差しから一気の寄り切りで勝利し、1敗を守った。
2敗勢は、高安は小結・大栄翔、霧島は大関・豊昇龍と取組が組まれるも、いずれも敗れ、2敗力士は不在となった。
14日目、結びの一番で大の里は豊昇龍と対戦。立ち合いから一気の押し出しで、豊昇龍を圧倒。この時点で、大の里が2場所ぶり2回目の優勝を決めた。
大の里は、千秋楽、阿炎に引き落しで敗れ、最終的に13勝2敗で場所を終えた。

## 備考
- 関脇陣については、先場所阿炎・大の里に大関から陥落の霧島が加わって3人となっていた。先場所はその全員が勝ち越したが、かつ霧島の大関復帰は失敗に終わり、そこに今場所大関から陥落した貴景勝がそこに加わったため、今場所は4関脇となった。貴景勝は今場所10勝以上を挙げれば特例で大関に復帰することができる。4関脇は令和5年5月場所以来で、大関からの陥落者を含む4関脇は令和5年1月場所以来のこととなった。
- 平戸海は新小結の7月場所に引き続き2場所連続の小結[2]。新小結で10勝をあげて翌場所も小結にとどまるのは1985年（昭和60年）3月場所の北尾以来39年ぶり2人目[3]。
- 行司については、今場所3代木村容堂が42代式守伊之助に昇格し、9年半ぶりに立行司として木村庄之助と式守伊之助の両者が揃った。
- 玉鷲が3日目に初土俵からの通算連続出場が1631回となり、青葉城（1630回）を抜いて歴代単独1位になった[4]。
- 三賞は、優勝を決めた大の里が無条件で敢闘賞・技能賞を受賞。14日目まで優勝争いに残った錦木も敢闘賞を初受賞した。殊勲賞は、大の里の11連勝を止める活躍を魅せた若隆景が初受賞となった。大の里は新入幕から5場所連続での三賞受賞となった。
- 十両優勝争いは、初日から9連勝をした尊富士が先導。11日目には、星1つの差で追う千代翔馬を破り、後続を引き離した。1敗・尊富士、3敗・千代翔馬でむかえた14日目、尊富士は嘉陽に敗れ、2敗に後退。しかし千代翔馬が朝紅龍に敗れ、4敗に後退したことにより、千秋楽を待たずに十両優勝を決めた。千秋楽、尊富士は時疾風を破り、13勝2敗で場所を終えた。
- 場所後、大の里の大関昇進が決まり、大相撲史上初とみられる大銀杏の結えないちょんまげ大関の誕生となった。
- 関取・元関取の引退力士については、当場所13日目に当たる9月20日、関脇貴景勝が現役を引退した[5]ほか、場所後には、関取で長く活躍してきたが幕下陥落が濃厚となっていた十両の妙義龍と碧山、元十両の幕下琴裕将、元十両の三段目大成龍も引退を表明した。貴景勝は年寄・湊川、妙義龍は年寄・振分、碧山は年寄・岩友を襲名し、琴裕将は若者頭となった。
- 当場所千秋楽で、38代木村庄之助が停年退職を迎えた。
- 場所後、行司の昇格人事として、42代式守伊之助（→39代木村庄之助）、15代木村庄太郎（三役格→立行司43代式守伊之助）、12代式守勘太夫（幕内格→三役格）、木村隆男（十両格→幕内格）、木村秀朗（幕下格→十両格）ら8人、床山の昇格人事として、床朝、床中、床辰（以上3人、一等→特等）、床武（二等→一等）の4人の昇格が発表された。この昇格は令和7年1月場所から適用される。